# أليسون برادلي
أليسون برادلي (بالإنجليزية: Alison Bradley)‏ هي لاعبة كرة لينة أمريكية، ولدت في 27 أبريل 1979.

## وصلات خارجية
- أليسون برادلي على موقع أوليمبيديا (الإنجليزية)